# Correlativo oggettivo
Il correlativo oggettivo è un concetto poetico elaborato nel 1919 da Thomas Stearns Eliot, che lo definì come 

## Origine terminologica
Reso celebre da T. S. Eliot nel saggio "Amleto e i suoi problemi", (del 1919), il termine era già stato usato da Washington Allston intorno al 1840 nel discorso introduttivo delle sue Lectures on Art:
Eliot dice che come l'acqua e la terra sono i correlativi predeterminati di un'emozione, cioè cose la cui presenza permette l'esistenza di un'emozione, così esistono dei correlativi oggettivi di un'emozione, cioè oggetti la cui presenza permette la nascita di una certa emozione.  Aggiunge che trovare dei correlativi oggettivi di un'emozione è l'unica maniera di descrivere l'emozione letterariamente.
La critica attribuisce a Eugenio Montale l'uso di questo concetto, specialmente nella sua raccolta Ossi di seppia, il cui titolo è un esempio di correlativo oggettivo: gli ossi di seppia abbandonati su una spiaggia assolata evocano sensazioni di morte, macerie abbandonate provenienti dalle profondità marine. A differenza del simbolo, il cui significato viene spiegato nel testo a cui appartiene, il correlativo oggettivo ha un significato che non viene esplicitato direttamente dall'autore. Le immagini non hanno semplicemente un valore soggettivo, individuale: il poeta infatti riesce a conferire loro un significato universale e a comunicare quindi idee e sentimenti ai lettori. Per esempio il tema del "male di vivere", del pessimismo esistenziale del poeta, nella poesia Meriggiare pallido e assorto è evocato, nei versi finali, dall'immagine della vita come "una muraglia che ha in cima cocci aguzzi di bottiglia".

## Limiti d'applicazione del concetto
Parlando di predeterminazioni e di sorgenze oggettive delle emozioni poetiche Eliot si rese responsabile d'una notevolissima riduzione del significato e della funzione poetica dell'oggettività, che volle chiamare correlativa al soggetto: perché ne fece, rispettivamente, una mera circostanza naturale oppure un artificio letterario. Il correlativo oggettivo fu dunque per lui una condizione per la poesia, oppure uno strumento della poesia. Non riuscì a concepire che ogni sorta di oggettività potesse essere di per sé poesia. Non solo trovandosi fra acqua e terra un uomo concepisce poesia, e non solo creature dell'acqua e della terra gli ispirano sentimenti poetici per analogia, bensì gli elementi naturali stessi o le creature che li popolano diventano nelle mani del poeta protagonisti assoluti della composizione. Questa è una delle caratteristiche principali, e forse anzi la principale, della poesia italiana. Con gli Studi su Dante, è stato merito di Erich Auerbach e della sua teoria figurale far capire che quando Dante vuole parlare di virtù pagana non cerca in Catone un'occasione per parlarne, né cerca una correlazione fra l'idea astratta di virtù e il caso concreto per il cui mezzo esercitarla, bensì presenta il campione stesso della virtù pagana mentre agisce in una situazione pratica, empirica. Al repertorio naturalistico dell'oggettività dei correlativi Dante aggiunge così la storia e ogni sorta di dottrina - ma i suoi sono personaggi strettamente connessi con le loro vicende più o meno note. Lo stesso vale per i personaggi della nostra grande letteratura mitica, storica o cavalleresca, nonché per il romanzo: Angelica e Orlando non sono dei correlativi delle loro rispettive passioni, Tancredi e Clorinda non sono i correlativi della Cristianità e dell'Islam, né Renzo e Lucia sono i correlativi dell'antropologia nazionale dei borghesucci italiani. Qui possiamo trovare anche un grosso riferimento dannunziano.Tutti sono questi stessi liberi caratteri nel pieno possesso delle volontà rispettive. In un saggio sulla rivista di Falqui "Poesia" del 1946 Piero Bigongiari ha sottolineato i seguenti caratteri distintivi della poesia italiana: "La novità nella poesia italiana è questa confidenza con le figure favolose e reali"; "il correlativo obbiettivo dantesco ha attinto uno dei vertici umani per quanto tocca la fedeltà del rapporto mai smesso [nella poesia italiana] tra oggetto narrativo e oggetto lirico"; il "trovare" tipico dell'anima popolare italiana "è una discesa intrinseca nell'obbiettività, una lezione di realismo interno"; "noi sappiamo che la qualità più alta della lirica italiana è un'immediata immedesimazione del tessuto ritmico col tessuto emotivo: la quantità logica è data dal verso, e nulla esiste fuori di esso" (la musica, dunque, non fa da correlativo oggettivo).
Allo scopo di meglio intendere il concetto del correlativo oggettivo attraverso le sue origini teoriche, prima di esaminare le applicazioni che più avanti si vedranno, è utile ricordare che una delle sue prime (e forse prima) formulazione ancora implicita (non terminologica) fu data all'inizio del 1888 da Jules Lemaître in uno scritto su Verlaine e i poeti simbolisti e decadenti (i due termini valevano per lui, e valgono ancora oggi per molti, come sinonimi): il simbolismo consisterebbe in «une comparaison prolongée dont on ne nous donne que le second terme, un système de métaphores suivies». L'intenzione del conservatore Lemaître fu di biasimo: perché quei loro versi, al limite fra ragione e follia, secondo lui non s'accordavano col genio della lingua francese, e somigliavano a «sciarade». Lemaître volle dire che nella tecnica traspositiva dei simbolisti si doveva constatare la mancanza del primo termine della comparazione - cosicché la composizione risultava essere una serie di metafore ininterrotte, vale a dire una sciarada dei soli secondi termini. Sotto il profilo rigorosamente logico e sintattico, in ciò consiste senza dubbio un abuso della tecnica del correlativo oggettivo; il quale però ha conosciuto in altri autori, altre epoche e altre letterature impieghi meno sconcertanti - o anzi per nulla affatto sconcertanti, o magari sconcertanti per altri versi, come si vedrà.
Tenuto conto delle origini e dei limiti generali d'applicazione del concetto (che sono limiti della concezione), si può passare all'analisi terminologica del termine e ad una sommaria illustrazione dell'impiego nella poesia italiana del Novecento - non ignorando, però, il largo abuso che di esso è anche stato fatto, tanto da recidere frequentemente nella nostra poesia contemporanea una delle radici più caratteristiche della sensibilità nazionale. Lo sforzo di ripristinare l'oggetto lirico nella sua immediata, autonoma e finita fedeltà a se stesso (non troncando la metafora, bensì facendo vivere la metafora in figura come nella Commedia dantesca) è stato tuttavia compiuto, per esempio, con la poesia "in re", o poesia di cosiddetta "linea lombarda" - nonché mediante l'opposta attenzione rivolta dal soggetto a sé medesimo tra la sparuta schiera dei poeti autoreferenziali.

## Analisi terminologica
Né Eliot né Montale vollero chiarire la distinzione che può e deve passare fra le situazioni o gli oggetti suscitatori di emozioni involontarie, inattese, sorprendenti il poeta, e le situazioni o gli oggetti che il poeta s'ingegna viceversa a ricercare per tentare di esprimere le proprie emozioni spontanee (stati d'animo, reminiscenze involontarie, meditazioni e simili). Nel caso di Eliot l'omissione teorica della distinzione fu reticenza, perché egli volle dissimulare l'abilità intellettualistica dei suoi montaggi annunciando la scoperta più antica del mondo: i correlativi delle emozioni sono depositati nella letteratura. La letteratura diventa correlativo autoreferenziale di se stessa, e tutte quante le letterature sono dunque un patrimonio di saccheggio. I correlativi oggettivi sono "objet trouvé" sapientemente collezionati e rifatti da letterati assai abili e cólti. Nel caso di Montale (per il quale, come divulgatore, l'approfondimento teorico sarebbe stato invece doveroso) l'omissione teorica si spiega forse con un'onesta tutela della poesia nei confronti delle pretese categorizzanti delle poetiche. La distinzione non sancita, o comunque insondata, fra il correlativo oggettivo trovato (l'osso di seppia, Esterina al trampolino) e il correlativo oggettivo ricercato (la casa dei doganieri), o persino appositamente fabbricato (il vento che suona attento), lascia nelle fondamenta della poesia del Novecento un equivoco teorico che sarà foriero di sviluppi neoavanguardistici - specialmente allorché a correlativo oggettivo della parola fu promossa la parola stessa.
Montale seppe riconoscere gli sviluppi autoreferenziali impliciti nell'enunciato eliotiano, che aveva contribuito a divulgare, allorché trattando dell'ermetismo nel 1940 scrisse: "Il supposto poeta oscuro è, nell'ipotesi a lui più favorevole, colui che lavora il proprio poema come un oggetto, accumulandovi d'istinto sensi e soprasensi, conciliandovi dentro gl'inconciliabili, fino a farne il più fermo, il più irripetibile, il più definito correlativo della propria esperienza interiore". Un esempio di applicazione dell'enunciato piuttosto rudimentale e sorprendente è offerto dalla conclusione ne La speranza di pure rivederti:
La speranza di pure rivederti

m'abbandonava;

e mi chiesi se questo che mi chiude

ogni senso di te, schermo d'immagini,

ha i segni della morte o dal passato

è in esso, ma distorto e fatto labile,

un tuo barbaglio:

(a Modena, tra i portici,

un servo gallonato trascinava

due sciacalli al guinzaglio).
Oltre che dalla freddezza del montaggio, non è difficile capire che l'esercizio dell'enunciato eliottiano non è nelle vene del poeta Montale anche dalla specificazione didascalica dei caratteri del fotogramma visionario correlativo, o schermo d'immagini del barbaglio: preannunciato dagli aggettivi "distorto" e "labile" preceduti da un "ma" cautelativo che dovrebbe evitare ogni possibile malinteso realistico. Per mostrare con tutta evidenza questo esercizio montaliano, basta confrontarlo con Inverno di Umberto Saba, che presenta la medesima struttura sorprendente senza tuttavia effettuare un montaggio:
È notte, inverno rovinoso. Un poco

sollevi le tendine, e guardi. Vibrano

i tuoi capelli selvaggi, la gioia

ti dilata improvvisa l'occhio nero;

ché quello che hai veduto - era un'immagine

della fine del mondo - ti conforta

l'intimo cuore, e lo fa caldo e pago.

Un uomo si avventura per un lago

di ghiaccio, sotto una lampada storta.
Dovrebbe logicamente restare esclusa dalle poetiche del cosiddetto "correlativo oggettivo" tutta quanta l'assai incerta nozione di poesia metafisica, che in un'intervista del 1960 Montale definì in questi termini: "Tutta l'arte che non rinunzia alla ragione, ma nasce dal cozzo della ragione con qualcosa che non è ragione, può anche dirsi metafisica. La poesia religiosa occupa un territorio molto vicino: spesso i confini si confondono. Anche certe forme di espressionismo appartengono allo spazio metafisico. Meglio che di poesia metafisica potrebbe parlarsi - per una parte della poesia moderna - di una poesia che trova in se stessa la sua materia". Queste ultime parole ribadiscono il giudizio del 1940 sull'autoreferenzialità di buona parte della poesia contemporanea, come a farne una garanzia di quella fedeltà alla ragione che è stata spesso giudicata caratteristica della poesia italiana. Se ne può desumere che la poetica del correlativo oggettivo, come l'intese Montale, abbia avuto lo scopo di riportare la poesia entro i limiti certi della ragione e delle forme finite dell'esperienza proprio facendo della poesia l'oggetto correlato a se stesso dopo il "cozzo della ragione con qualcosa che non è ragione". L'autoreferenzialità recupera dunque un orizzonte metafisico che sarebbe logicamente escluso: perché imbattersi in un osso di seppia, fantasticare o rimpiangere un amore incipiente o trascorso, agognare reami ultraterreni attraverso malchiuse porte, temere la morte, e simili,  non possono essere definiti esperienze se non diventano altrettante scritture dotate dei caratteri della poesia.
Per Eliot i caratteri stilistici della poesia sono i suoi "correlativi". Essi sono "oggettivi" nel senso che si trovano sedimentati nel tesoro della tradizione, alla quale il poeta deve sapere attingere furtivamente ("I poeti immaturi imitano, i poeti maturi rubano"). Per Montale "il metodo eliottiano del correlativo obiettivo" consiste nel "fornire un oggetto (la poesia) in cui il motivo sia incluso in forma di suggerimento, non però spiegato o commentato in termini psicologici". È evidente la differenza: Eliot pensava ad un'oggettività storica di repertorio erudito, esterna alla composizione, mentre Montale pensava ad un'oggettività di montaggio di contenuti. Egli preferì divulgare la formula eliotiana come un'etichetta, sebbene conoscesse una definizione della poesia più estesa, più precisa, più attinente alla sua propria concezione e del tutto corrispondente, del resto, alla poetica del misterioso "correlativo oggettivo". Essa fu dovuta a Théodore de Banville, che nella premessa ad una scelta di liriche ronsardiane esaltò la poesia come "una magia ... una stregoneria" grazie alla quale delle idee ci vengono comunicate in modo certo "attraverso parole che tuttavia non le esprimono". A causa d'una certa indolenza teorica caratteristica dei poeti, e dell'opposto gusto specialistico dei critici, il teoricismo eliotiano della "formula di un'emozione" ha avuto maggior successo della "magia" o "stregoneria" di Banville.

## Impiego e sviluppi
L'impiego del correlativo oggettivo presenta delle caratteristiche comuni con le tecniche della composizione musicale, e lo si può vedere, per esempio, nell'arte del contrappunto: Giorgio Bàrberi Squarotti vede in Digitale purpurea di Pascoli «una dimensione di eccitazione della mente e dei sensi che trova di punto in punto i correlativi oggettivi per manifestarsi». A differenza dei poeti che in ogni tempo hanno cercato correlativi ideologici astratti per conseguire finalità sociali perfettive morali o pedagogiche, ludiche o civili; e a differenza dei poeti che hanno trovato correlativi occasionali concreti per manifestare situazioni comuni, ma non sociali perché già intimamente perfette - a differenza dunque di simili esempi offerti dalla tradizione i poeti del Novecento hanno fatto un uso "oggettivo" dei "correlativi" nel senso che le cose tendono a diventare presenze sostitutive continuamente accordate al cospetto di un oggetto lirico immobile; oppure tendono a venire accordate in successione fra loro secondo i movimenti di un animo e di un pensiero che restano accuratamente taciuti. Il Compianto per Ignacio di Lorca è un chiaro e notissimo esempio della prima soluzione, realizzata per contrappunto monumentale fra l'oggetto e un ventaglio di controsoggetti. I casi della seconda soluzione diventano innumerevoli in tutti quei poeti del secondo Novecento che, staccandosi dagli sviluppi eufuistici francesi in cerca di concretezze, fecero impiego dell'enunciato teorico eliottiano, divulgato da Montale, come d'un vero e proprio metodo compositivo spinto fin oltre l'unità dell'oggetto e della forma. Assecondata dagli auspici teorici ambivalenti di Luciano Anceschi, una parte dei poeti italiani post-montaliani e post-ermetici della cosiddetta "quarta generazione" (1945-1960) sviluppa un interesse di tipo neo-criticista per la poesia cosiddetta "in re": oggettivamente correlata al soggetto soltanto perché ricercata entro le condizioni, i limiti e le proprietà conoscibili della cosa stessa. Tipici esempi sono i poeti della cosiddetta "linea lombarda" patrocinata da Anceschi e, in seguito, composizioni come quelle di Antonio Porta. Il loro equivalente musicale può trovarsi nella "toccata" o nel "ricercare". In altri poeti della medesima generazione e sotto i medesimi auspici teorici, ma con un interesse di tipo fenomenologico, l'impiego dell'enunciato eliottiano assume invece i vistosi caratteri d'un metodico esercizio costruttivo permanente. "Correlativo" diventa, in questa seconda area, il sinonimo stesso dell'oggetto, e lo rende superfluo; e per similitudine musicale si può dire che nel contrappunto correlativo il controsoggetto si libera del soggetto, mentre l'intensificazione periodica del ricercare assume l'andamento della fuga aperta.
Esempio di poesia "in re" per semplice toccata è Lo specchio di Porta:
Lo specchio che hai fissato sul petto

è il segnale di un patto profondo

tu mi guardi mentre io ti guardo dentro

e se ti guardo dentro mi vedo.
Esempio di poesia "in re" mediante un ricercare girovago, ma congruente con l'oggetto, può essere questo Ireos gialli di Luciano Erba:
I ragazzi partiti al mattino 

di giugno quando l'aria sotto i platani

sembra dentro rinchiudere un'altra aria

i ragazzi partiti alla pesca

con un'unica lenza ma muniti

di un paniere ciascuno a bandoliera

in silenzio ora siedono sul filobus

avviato veloce al capolinea

e il sogno rifanno che Milano

abbia azzurre vallate oltre il Castello

dove saltino i pesci nei torrenti.

Sui prati rimane un po' di nebbia

la tinca nella sua buca di fango

ricomincia a dormire. Mattiniera

la carpa perlustra attorno ai bordi

di un tranquillo canale. La carpa

è astuta e non abbocca mai.

I pescatori non avranno fortuna. Ma

risalendo i canali e le roggie,

di prato in prato, di filare in filare,

arriveranno i ragazzi dove è fitta

la verzura dei fossi, dove gialli

sono i fiori degli ireos e come spade

le foglie tagliano fresche correnti

sotto l'ombra dei salici.

Arriveranno fino ai fiori lontani

i pescatori senza ventura

i ragazzi in gita nella pianura!
Ne La ragazza Carla di Pagliarani la coerenza del ricercare correlativo assume le dimensioni di una vera e propria sceneggiatura: l'oggetto lirico è un personaggio che viene conosciuto attraverso l'insieme delle sue relazioni pratiche abituali. La stessa cosa fece Ermanno Olmi con il film Il posto.
Un primo esemplare tratto invece dall'area parallela dell'intensificazione fenomenologica del correlativo, oggettivato in una continua fuga per la tangente di se stesso, può essere Poesia quinta di Andrea Camilleri:
Lascia al tempo del turbine codadidrago

balzare il gallo nel suo canto, il dito

accusarci implacato e farsi emblema

la serpe pazza che ingoia la coda,

vento testadimoro, tu che azzardi

carezze al dorso delle case e pigro

borbotti, amico vento del deserto, tu

guida il fiuto dei cani sulla pista,

matura i grappoli, accendi l'amante

allo schiudersi tenero dell'ostrica.

Grano di sabbia è la tua ora e mai

parete altera ne dirà la storia:

fa che il tuo fiato non si muti in squillo,

che il metallico gallo non si desti

che la mano con l'indice rimanga

innocua insegna, che il bianco serpeggiare

sia di carte sgualcite. Concedi una breve

oasi alle tue palme, illudici per poco

che la tromba spezzata è nella polvere.
Un secondo esemplare altrettanto chiaro, tratto dalla medesima area, sono queste prime tre (di nove) strofe del Poema secondo di Liliana Cavani, dove però la fuga dei correlativi per la tangente è moderata dalla scansione sintattica regolare:
1

La luce è un periodo.

S'accomoda un pensiero sui rami

nel fondo della prateria.

Sentieri gialli lontani

nel mezzogiorno duellano.

Non vedevo la casa.

Il fuoco scintillando rimaneva solo,

l'ombra delle fiamme giungeva ai palazzi.

2

Il fuoco si stanca

infine disperdendo i lampi

e l'acqua i cerchi

allontana. Come un faro

tu puoi restare, memoria,

ma si affrettano i piedi

giù per la china né salutava col gesto.

La voglia è uragano che trasforma i luoghi.

3

Né muta l'ulivo.

Schiere di finestre che inseguono

processioni di colli;

riconosco l'incedere.

I mostri si avventano

con furia fantasiosa.

Vertiginoso animo caro a Pane

gli animi proseguono come l'acqua.
In alcuni sviluppi neoavanguardistici la parola diventa nient'altro che il correlativo di se stessa. Non si può dire che simili sviluppi autoreferenziali di tanta poesia deuteronovecentesca fossero già impliciti nella stretta formula eliottiana originaria (la quale, viceversa, avrebbe voluto incoraggiare proprio l'evasione delle percezioni dalla semantica obbligata della parola). Essi furono impliciti, semmai, nell'esercizio repertoriale che Eliot per primo volle fare del suo pensiero riguardo al patrimonio letterario della tradizione.

## Estraneità e opposizioni
In Le poetiche del Novecento in Italia Luciano Anceschi tenne una accanto all'altra la composizione per "sintassi analogica" e la composizione per "equivalenza oggettiva". Esse sono, in realtà, reciprocamente opposte - o comunque conducono su lidi opposti. Tutta la Commedia di Dante si può leggere come un unico e continuo correlativo oggettivo del suo problema morale, promosso su scala cosmica senza quasi il minimo riferimento alla sua vicenda personale; ma già la campana dell'Angelus che intenerisce il cuore suggerisce la sua malinconia di uomo costretto all'esilio - sebbene egli parli di generici "naviganti", al plurale, quando gli sarebbe stato facile portare l'analogia sul piano personale mediante l'uso del singolare. Se poi si legge la lirica di Petrarca La vita fugge è facile riconoscere l'analogia simbolica col suo decadimento senile; e se infine si legge L'anguilla di Montale si trova nel verso finale la domanda esplicita: "Puoi tu non crederla sorella?". Tra analogia e correlativo è dunque possibile trovare delle gradazioni che non svincolino il correlativo in una piena autonomia rispetto al soggetto lirico - e tuttavia, come si è visto in alcuni degli esempi precedenti, questo dell'autonomia del correlativo per toccata, per ricerca e infine per fuga è stato il più vistoso fenomeno verificatosi nella prima metà del Secondo Novecento, con la neo-avanguardia dagli Anni Sessanta agli Ottanta. Responsabile del fenomeno non fu tanto, in questo caso, la poetica di Eliot blandamente patrocinata da Montale, né le ideologie di Anceschi (il quale, non a caso, si limitò prudentemente a parlare di "equivalenza" fra due termini, anziché d'una vaga correlazione oggettiva), bensì lo studio e il successo fra il pubblico del libro di Hugo Friedrich, La lirica moderna, pubblicato in Italia nel 1961. Per la sua radicalità esso ha finito per soppiantare lo studio più equilibrato di Marcel Raymond, Da Baudelaire al surrealismo, pubblicato in Italia nel 1948.
Montale stesso si giovò alquanto parcamente della poetica del correlativo oggettivo; e non si può dire che essa caratterizzi il Novecento italiano, bensì soltanto una buona parte della sua seconda metà. Poeti fra i maggiori del Novecento come Saba, Rebora, Ungaretti, Sbarbaro, Sereni e Luzi, per esempio, non ne fecero alcun uso, e si affaticarono piuttosto a ricavare sostanza lirica per estrazione dall'oggetto medesimo. Fece tuttavia da articolazione tra Primo e Secondo Novecento la poesia della "quarta generazione" (cosiddetta secondo la teoria genealogica di Oreste Macrì: decennio dopo decennio, i poeti iniziano a dare i loro frutti migliori a vent'anni per la durata di quindici anni circa; fra la generazione degli Anni Ottanta dell'Ottocento e quella degli Anni Venti del Novecento corrono dunque quattro generazioni). È facile capire che in quella quarta generazione (1945-1960) affluirono, e che da essa defluirono, più sviluppi. I teorismi sul correlativo oggettivo, lungo le due principali linee italiane neo-criticista e fenomenologica, furono assecondati dalla critica di tendenza filosoficamente attrezzata favorevole ad una poesia militante secondo assunti fittamente discussi sulle riviste degli Anni Cinquanta e Sessanta. Attraverso il ruolo promozionale svolto dall'editoria, i teorismi sul correlativo (oggettivo oppure semplicemente lessicale) divennero per due o tre decenni la tendenza più praticata della poesia italiana. Rimasero tuttavia del tutto estranei a simili richiami metodici e programmatici non soltanto i poeti del Primo Novecento più maturi, o più sensibili al genio autoctono, bensì anche una fitta schiera di poeti "nuovi" del Secondo Novecento, cosiddetti "minori", i quali continuarono imperterriti la tradizione contemplativa dell'oggetto sensibile, naturale o sovrannaturale. Ecco un esempio con Chiaro su groppe d'asini di una poetessa semisconosciuta come Lisetta Magni:
Chiaro su groppe d'asini.

Alle punte dei tuoni i monti dormono,

pernici bianche sulla neve quieta

orlano la distanza.

Un pacifico vuoto sta nell'eco

sotto i nostri sentieri,

salgono muli come terra scura

con i nostri pensieri.

Alba senza pastori:

è questa l'ora in cui Dio si distende:

nascono polle d'aria

bianco di sole,

ed io conosco prima della luce

lo spavento del cielo

in cui va consumandosi la luna.
Assunsero d'altra parte una posizione diametralmente opposta, senz'altro, i tesorieri della tradizione lirica d'origine petrarchesca, centrata direttamente sull'estrazione della sostanza lirica dall'autoreferenzialità del soggetto. Il loro alquanto esiguo numero può trovare un ottimo rappresentante in Adriano Grande; ma ecco in L'ansia che ci sospinge di Sergio Salvi un esempio meno noto (come il precedente), in stile del tutto conforme all'antico:
Inquieta vela oscilla all'orizzonte.

Abbandono i pensieri sulla scia

dell'ombroso vascello, dalla mia

impervia irrequietezza, come un monte

che di pietre si spogli. Cerco un ponte

fermo su cui varcare la follia

lucida che ribolle e mi disvìa

lungo insaziate brame. E so la fonte

dove acerba si svena la speranza,

ma non vi bevo, ché sperare ad oltranza

più non muta la sorte che incatena

i nostri gesti a questa riva piena

di cieche procellarie. Oppure, ancora,

si può sognare, accesi, un'altra aurora?
La volontà di assumere una posizione consapevolmente 'reazionaria', del tutto autonoma rispetto alle tendenze prevalenti nel suo tempo, si nota in Salvi anche nella scelta formale del sonetto.

## Inversioni
La poetica del correlativo oggettivo conosce anche casi di vera e propria inversione simmetrica, secondo una logica compositiva che è tipica dell'espressionismo. Nella sua metodica trattazione delle avanguardie letterarie Benjamin Goriély porta questo esempio ben chiaro:
"Chlébnikov sostituisce alle parole che servono ad indicare gli oggetti o ad esprimere un'idea parole vive, più esatte, parole che corrispondono in maggior misura alla nostra sensibilità. Prendiamo ad esempio la parola "arbusto", che in russo si dice "kust"; Chlébnikov la sostituisce con "grustinka", che deriva da "grust", cioè "tristezza". L'arbusto infatti evoca per i romantici una tristezza, una nostalgia, una tenerezza malinconica. Evidentemente un intero brano di poesia composto da parole di sua invenzione rende il testo incomprensibile di primo acchito. E tuttavia esso possiede un grande fascino e, dopo essere stato osservato attraverso il prisma dell'intelligenza, si lascia facilmente comprendere".
Praticando simili inversioni dal concreto all'astratto, e successive costruzioni di astratto sull'astratto,  l'espressionismo si colloca al polo opposto rispetto all'impressionismo, e conclude perciò l'intero ciclo semisecolare dell'Avanguardia. È sempre Goriély a spiegare che ai suoi inizi l'avanguardia russa si manifestò col nome eclettico di "impressionista-cubista-futurista", perché i nuovi fenomeni provenienti dall'Occidente furono percepiti nell'insieme come un tutt'uno. L'espressionismo ripudiò la sintesi, e saldò invece il movimento d'avanguardia sulle opposte tradizioni dei due nichilismi russo e romantico tedesco - stabilendo, per conseguenza, un opposto rapporto fra sentimento lirico e correlativo oggettivo. Per l'espressionismo "la creazione non è la riproduzione della vita attraverso il prisma della cosa vissuta, bensì la creazione della cosa vissuta mediante la creazione della forma". Ciò significa che, mentre l'impressionista si sforza di rappresentare l'emozione istantanea che il levar del sole suscita in lui, obliterando l'oggetto d'occasione l'espressionista va alla ricerca di qualsivoglia oggetto correlativo in cui si trovi manifestato il suo vivere l'impressione di un qualsiasi sorgere in un qualsiasi istante. Ne deriva la pretesa dell'espressionismo di essere arte dell'eternità contro l'impressionismo come arte dell'istante. Il colore e la parola, per esempio, non devono descrivere o designare un oggetto, bensì soltanto l'anima vissuta dell'oggetto - come, per esempio, l'angoscia dell'urlo nel sentimento d'una forma qualsivoglia dell'angoscia che esclude tutto il resto. Di qui la fuga dell'espressionismo nel nero su nero e nel bianco su bianco, nel misticismo e nell'assoluto, nella teurgia e nell'estasi - oppure, viceversa, la morbosa seduzione caricaturale dell'istinto sessuale o animale (ciò che indusse Gottfried Benn a definire "barocco fecale" la poesia di Johannes Becher); e di qui, anche, l'interesse per tutto ciò che dell'oggetto permane eterno perché ormai privo di vita o di libertà (come si vede nella dannazione irredimibile dei personaggi di Georg Grosz) e l'interesse per le maschere.
Poiché il movimento espressionista ebbe natura quanto mai medusea, e non produsse manifesti (l'unico che porti questo nome, di Kasimir Edschmid, è del 1917, quando il movimento aveva ormai compiuto diciott'anni), non si può dire che le poetiche del correlativo oggettivo abbiano con esso una fine - al contrario: proprio dal seno stesso del movimento pre- o para-espressionista migliore, con Kandinskij e con la Neue Sachlichkeit, la poetica dell'oggetto correlato trasse nuovi potenti sviluppi. Quale erede diretto dell'impressionismo il surrealismo, d'altra parte, promosse la poetica dell'oggetto correlato a natura naturans dell'artistica natura naturata.